# Elvillar
Elvillar (baskijski: Bilar) – gmina w Hiszpanii, w prowincji Araba, w Kraju Basków, o powierzchni 17,5 km². W 2011 roku gmina liczyła 368 mieszkańców.